# John Brinckman
John Brinckman, född den 3 juli 1814 i Rostock, död den 20 september 1870 i Güstrow, var en tysk författare.
Brinckman var lärare på skilda orter i sin hembygd och vistades även en tid i New York. Han skrev på mecklenburgsk dialekt skepparromanen Kasper Ohm un ick (1855, nu upplaga 1868, svensk översättning "Morbror Kasper och jag" 1928), som har betraktats som ett av den plattyska litteraturens mästerverk. Berättelsens huvudperson är en motsvarighet till Reuters "onkel Bräsig". Vidare skrev han Peter Lurenz bi Abukir (1868) och Uns' hergot up reisen (1869) med flera noveller. Ett urval föreligger i Ausgewählte plattdeutsche Erzählungen (1876–1887; ny upplaga 1895). En samlad upplaga av Brinckmans plattyska arbeten utgavs 1901. Diktsamlingen Vogel Grip (1859) är påverkad av Groth.